# Spitzispui
Spitzispui ist ein Ortsteil der Gemeinde Oberrieden im Landkreis Unterallgäu.

## Geographie
Spitzispui liegt etwa vier Kilometer westlich von Oberrieden. Der Ortsteil ist durch die Hohenreuter Straße an den Hauptort angebunden. Der Ort liegt in hügeligem und waldigem Gelände.

## Geschichte
1421 wurde der Ort erstmals urkundlich erwähnt, in dem von einem „Mahd und Wlad zu Oberrieden“, genannt „Spitzisbue“, die Rede ist. Um 1460 tauchte die Einödin spitzenspew auf. Im Jahre 1987 hatte der Weiler neun Häuser mit 30 Einwohnern. Bekannt wurde der Weiler durch den Schriftsteller Arthur Maximilian Miller. Dieser entlieh sich den Namen für sein Buch Schwäbische Bauernbibel – Predigten des Pfarrers Honorat Würstle von Spitzispui.
Namensänderung
Mit Wirkung zum 1. Januar 2020 wurde der Gemeindeteilname von Spitzisbui in Spitzispui geändert.